# 村松優里香
村松 優里香（むらまつ ゆりか、1984年7月9日 - ）は、宮古テレビのアナウンサー。
山梨県甲府市出身。血液型はB型。
甲府市立山城小学校、駿台甲府中学校、駿台甲府高等学校を経て、東北大学大学院農学研究科を卒業。2009年に山梨放送に入社。
2013年3月に同僚の難波紀伝との結婚を機に山梨放送を退職し、同年4月に難波と共に沖縄県に移住。 

## 過去の担当番組
テレビ
- 週末仕掛人 ヤマナシプロデュース
- やまなし元気ナビi
- ワイド・ニュース
- YBSニュース

ラジオ
- 765morning
- 山梨INDEX
- YBSニュース